# 10e Tactische Wing
De 10de Tactische Wing is een wing van de Belgische Luchtcomponent van Defensie. Het is gebaseerd op de Vliegbasis Kleine-Brogel, in de gemeente Peer. De wing opereert met ongeveer 38 Lockheed Martin F-16 Fighting Falcons en bestaat uit 1700 personeelsleden.

## Geschiedenis

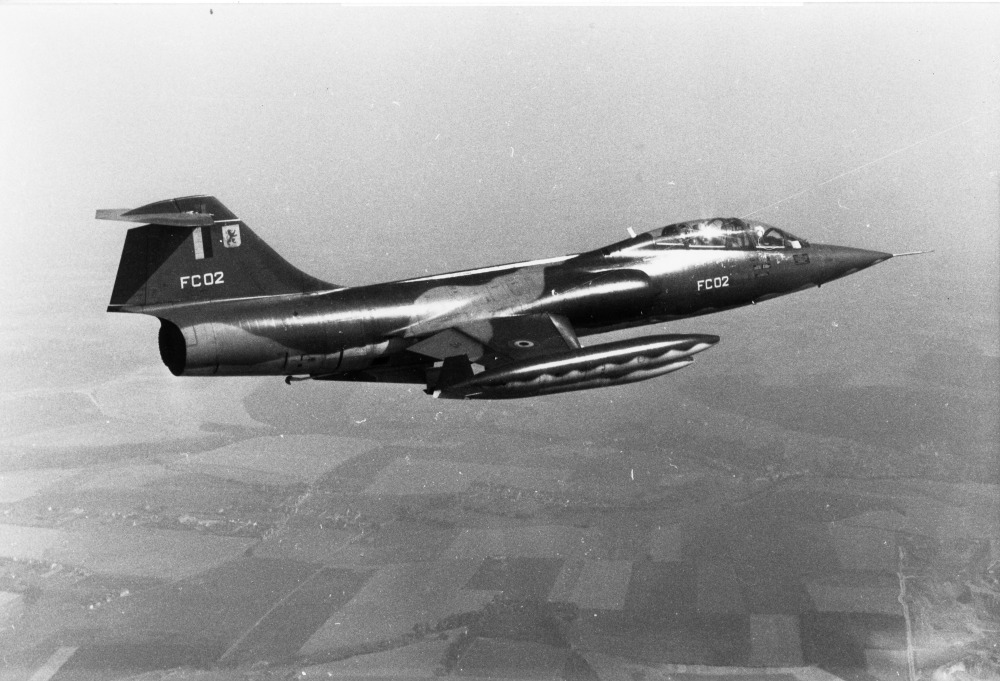
TF-104G, 10e Tactische Wing.

in 1944 toen de Tweede Wereldoorlog op zijn einde liep, hebben de geallieerden in Kleine-Brogel het tactische vliegveld B 90 opgericht. Van hieruit konden ze de operaties over de Rijn ondersteunen.
In 1951 vond er op de vliegbasis het 23e, 27e en het 31e smaldeel hun thuisbasis. Deze vlogen initieel met de Supermarine Spitfire maar deze werden in 1952 vervangen door de F-84G Thunderjet. Deze werden op hun beurt in 1956 vervangen door de F-84F Thunderstreak.
In 1963 wordt het 27ste smaldeel ontbonden en schakelen de 23ste en 31ste smaldeel over naar de Lockheed F-104G Starfighter. Met de komst van de F-16 worden de Starfighters hiermee in 1981 vervangen. 
De 1e Jachtwing op Vliegbasis Beauvechain wordt in 1996 ontbonden. Hiermee komt het 349e Jachtsmaldeel bij de 10e Wing. Dit smaldeel is gespecialiseerd in luchtverdediging. Hierdoor krijgt de 10e wing ook extra taken bij. Met de Operational Conversion Unit is de wing ook verantwoordelijk voor op de opleiding van alle F-16 piloten. 
Door een reorganisatie in 2002 wordt het 23e smaldeel ontbonden.

## Organisatie
De 10de Tactische Wing is georganiseerd in drie groepen, de Flying Group, de Maintenance Group en de Defence and Support Group, en wordt ondersteund door een medisch detachement, een territoriaal onderhoudsteam en het 701st Munitions Support Squadron, 52nd Fighter Wing, United States Air Force. Het 701st Munitions Support Squadron onderhoudt Amerikaanse tactische kernwapens voor gebruik door Belgische vliegtuigen in oorlogstijd in het kader van het NATO Nuclear sharing beleid. De Flying Group bestaat uit het 31e Squadron, het 349e Squadron en een Operationele Conversie Eenheid.
| Groep                            | Onderdeel | Status    |
| -------------------------------- | --- | --------- |
| Flying group                     | 23e Fighter-Bomber Squadron | Ontbonden |
| Flying group                     | 27e Fighter-Bomber Squadron | Ontbonden |
| Flying group                     | B-Flight | Ontbonden |
| Flying group                     | 31e Fighter-Bomber Squadron | actief    |
| Flying group                     | 349e Fighter Squadron | actief    |
| Flying group                     | Operation Conversion unit | actief    |
| Flying group                     | Ops Squadron - Air Traffic Control - Bird Control Unit - Fire Department - Meteo Department - Wing Operations                                                                        | actief    |
| Flying group                     | "Pampa" Air-to-Ground NATO Firing Range | actief    |
| Maintenance Group                | Line & Armament Squadron - Alternate Miccion Equipment-Gun Section - Ammunition Depot - Egress Section - Flight Line Operations - Missile Section - Small Arms maintenance           | actief    |
| Maintenance Group                | Aircraft Maintenance Squadron - Flight Engines - Flight Inspection - Flight Intervention - Flight Support - Engineering Section - Ground Suport Equipment Section - Survival Section | actief    |
| Maintenance Group                | Electronics & Communications Squadron - Flight Avionics - Flight Communications & Information Systems - Flight Warehousing & Calibration                                             | actief    |
| Maintenance Group                | Military Transport and Logistics Support Squadron | actief    |
| Defence & Support Group          | Force Protection Squadron - Ground Defense Operation Flights (2x) - K9 Flight - Passive Defense Flight                                                                               | actief    |
| Defence & Support Group          | Strike Security Squadron Strike Security Flights (6x) | actief    |
| Defence & Support Group          | Support Squadron | actief    |
| Medical Detachment               | 10e Peloton MedAir | actief    |
| USAFE MUNITIONS SUPPORT SQUADRON | 701st Munitions Support Squadron | actief    |
| USAFE MUNITIONS SUPPORT SQUADRON | 52nd Fighter Wing | actief    |